# Jack Garfinkel
Jacob Garfinkel, detto Jack (Brooklyn, 13 giugno 1918 – Brooklyn, 14 agosto 2013), è stato un cestista statunitense, professionista nella ABL, nella NBL e nella BAA.

## Palmarès
- Campione ABL (1945)
- Campione NBL (1946)
- All Tournament Second Team WPBT (1944)